# Frederik Brandhof
Frederik Brandhof (født 5. juli 1996) er en dansk fodboldspiller, der spiller for AC Horsens. Han spiller primært på den centrale midtbane.

## Klubkarriere

### Skive IK
Brandhof fik sin debut for Skive IK i 1. division den 25. juli 2014, da han blev skiftet ind i det 83. minut som erstatning for Jesper Henriksen i en 1-1-kamp mod HB Køge. I sin første sæson spillede han 13 ud af 35 kampe (12 som indskifter, en som en del af startopstilligen).
I den efterfølgende sæson (2015-16) blev han en mere etableret af Skive IK's førstehold, idet han spillede 22 ud af 33 kampe.

### FC Midtjylland
Den 11. april 2017 blev det offentliggjort, at FC Midtjylland havde hentet Brandhof i Skive IK. Han skrev under på en fireårig kontrakt gældende frem til sommeren 2021. Det var dog indarbejdet i kontrakten, at Brandhof også i efteråret 2017 skulle spille for Skive IK på en lejeaftale. Han blev samtidig fuldtidsprofessionel, og størstedelen af træningspassene skulle foregå i FC Midtjylland.
I slutningen af januar 2018 forlængedes aftalen, således Brandhof også i foråret 2018 spillede for Skive IK.
Han fik sin debut for FC Midtjylland den 29. september 2018, da han spillede alle 120 minutter i en 1-2-sejr ude over Dalum IF efter forlænget spilletid. Han fik dog ikke sin debut i Superligaen for FC Midtjylland.

### Viborg FF
Han skiftede den 17. januar 2019 til 1. divisionsklubben Viborg FF. Her skrev han under på en toethalvtårig konntrakt gældende frem til sommeren 2021. Skiftet blev begrundet i ønsket om mere spilletid.

### AGF
Den 12. januar 2021 blev det offentliggjort, at Brandhof skiftede fra Viborg FF til AGF med virkning fra sommeren 2021, hvor kontrakten med Viborg udløb. Han skrev under på en kontrakt gældende frem til udgangen af 2024.
Brandhof blev aldrig fast mand i den aarhusianske startopstilling, men han fik over 100 kampe for klubben og blev kendt som en arbejdsom spiller, der ofte blev skiftet ind for at stabilisere holdet.

### AC Horsens
Uden udsigt til betydeligt mere spilletid valgte Brandhof i sommeren 2025 at skifte til AC Horsens, hvor han blev genforenet med træner David Nielsen, der i sin tid havde skaffet ham til AGF.